# NGC 463
NGC 463 este o galaxie lenticulară situată în constelația Peștii. A fost descoperită la 16 decembrie 1871 de către Édouard Stephan.